# 李常青
李常青（1904年11月13日—1960年8月5日），原名李延祜，曾用名李延祯、李耀光、李幼耽、张一民，男，吉林延吉人，祖籍山东平度，中国共产党高级领导干部。

## 生平
李常青生于一个农民家庭，兄弟中行三。1915年考入中学。1917年从延吉道立第二中学转入延吉道立师范学校。1921年成为反抗日本修筑天宝山至图们铁路的延边爱国学生运动领导人，被羁押30天。
1928年任吉林省教育厅督学，1929年搞“国耻纪念日”活动被撤职通缉，逃亡北平。 1930年考入北平民国大学，参加北平左翼作家联盟（从此时算作参加革命）。1931年5月被开除学籍，被通缉，回延吉县。1931年10月，在其四弟李延贵介绍下入党，任中共东满特委工作人员、延吉县城党支部书记。
　
1932年6月，任北平西城区反帝大同盟党团书记。1933年在河南省任中共洛阳扶阳小学支部书记。1934年初，妻子带儿子李万万到洛阳团聚。1934年3月李耀先（李常青）受党组织派遣到焦作中学高中部任教，以教书为掩护开展革命活动。1934年4月，中共焦作中心县委成立，李耀先任书记。辖焦作、武陟等地党组织，隶属中共河南省委。同时成立中共焦作区委，受河南省委和焦作中心县委双重领导。李耀先发展了焦作高中学生彭施鲁（开国少将）等参加革命。1934年9月豫北巡视员（豫北特委书记）李新民（李剑森）被捕叛变，供出焦作党的组织，河南省委及各地党组织遭严重破坏。豫北工委委员凌必应、焦作区委委员李凤岚、陈荻罗，党员李秉才（李延贵）、杨乃峰、杨洗尘等被捕解往开封。李耀先等脱险出走逃到天津市找到组织，马锐夫等分散隐蔽，焦作中心县委等停止活动。1935年1月，时在天津的中共河北省委决定建立中共北平市工作委员会（简称市工委），同时恢复共青团北平市委，许子云任市工委书记，王学明（身份为在北平的东北中山中学的学生）任团市委书记。1935年5月，周小舟加入中共。1935年7月，市工委再遭破坏，团市委未遭破坏。河北省委决定重建北平市党的组织，派李常青到北平，宣布成立中共北平市临时工作委员会，简称“临委”，实际上是以团市委代行中共市委职权，任命王学明为临委书记，杨子英为组织部长，彭涛为宣传部长。谷景生为北平左翼文化总同盟（“文总”）和中国左翼作家联盟北方分盟（“左联”）的党团书记。杨子英任“中国民族武装自卫委员会”北平分会书记，周小舟任北平分会宣传部长并主编《抗日新闻》后调去搞北平教师联合会工作，由黄敬接任负责民族武装自卫委员会的工作。此后在北平大中学校建立20多个武装自卫会分会、会员有500多名，成为后来的北平学联与一二九运动的骨干。1935年9月，冷楚接替杨子英为组织部长。1935年10月，随着登载了共产国际七大的主要文件及中共代表在该大会上的发言、中共《八一宣言》的英文版《莫斯科工人日报》与《国际工人通讯》，中文版的《救国时报》传入北平，北平的党组织与大中学校学生了解到要与一切反法西斯力量组成最广泛的统一战线，共同反对法西斯主义的原则精神，这促进了河北、北平党组织对时局的估量和斗争策略与方式上的转变。1935年12月7日，中共河北省委（时任河北省委书记高文华，省委委员、组织部长柯庆施，省委委员、宣传部长李大章）派出特派员李常青来北平，进一步了解情况，与王学明、彭涛、姚依林、黄敬都谈了话，但未表明态度。 一二·九运动初期实际负责人是彭涛并起主要作用，实际前线工作以经验丰富的黄敬为主，谷景生主要做共青团北平市委书记和负责左联工作。1935年12月20日河北省委把王学明与彭涛同时调走，正式派遣林枫到北平成立北平市委，林枫任市委书记。
1936年冬，任中共河北省委军委书记。1937年七七事变发生后，留在了沦陷的北平开展工作，任中共北平市委书记，河北省委驻北平市代表。1938到晋察冀根据地，任冀中区民运干校校长、冀中区党代表、晋察冀中央分局宣传委员会书记、华北联大教育学院院长、党委书记。
1945年抗战胜利后，任中共东北中央局宣传部秘书长。1945年11月在沈阳参与创办东北局机关报《东北日报》，任社长。1946年夏在佳木斯还创办了东北书店总店。
1948年，任合江省委常委、宣传部长、城工部长、青委书记。1949年5月任哈尔滨市委书记，兼哈尔滨市第二、三届人民代表协商委员会主席。期间赴苏联治病于1950年8月回国。1952年6月，任松江省委书记兼哈尔滨市委书记。1954年6月受高岗事件牵连。1954年8月，松江省与黑龙江省合并后，任中共黑龙江省委委员、哈尔滨市委书记。1955年12月“在高岗反党问题上所犯的严重政治错误的性质是反党反中央的”被撤职。1957年1月，任国家教育部高等师范教育司副司长。1958年9月，因“包庇右派”、“继续反党”为由定为反党分子，开除党籍，撤职降薪。1959年下放到内蒙古师范学院历史系任教。1960年8月5日，在骑自行车看病途中，遭车祸逝世。
1980年，哈尔滨市委和国家教育部党组复查，中共中央批准，撤销对李常青所作的错误结论和处分决定，恢复党籍，恢复名誉。1981年1月23日，教育部和黑龙江省委联合在北京八宝山革命公墓平反昭雪追悼大会与骨灰安放仪式，姚依林、刘澜涛、王鹤寿等400多人参加。

## 家庭
- 长兄：李延禄，创建东北抗日联军第四军，第二次国共内战期间，担任合江省人民政府主席、松江省人民政府副主席。中华人民共和国成立后，担任黑龙江省副省长、省委委员。
  - 长女：李万新，中国林业科学研究院副院长。[5]
    - 长女婿：孙西林，李延禄的政治秘书，中共合江省工委委员、佳木斯地区专员兼佳木斯市副市长。1946年被刺杀。
- 二兄：李延平（1903年3月9日-1938年10月），东北抗日联军第四军第二任军长。1938年春，中共吉东省委和东北抗联第二路军总指挥部制定了打通北满与南满等地抗联及抗日军队联系的西征计划开辟五常、舒兰新区，李延平担任联合西征部队主要负责人。在沿途遭重大损失的情况下，仍然不屈不挠的精神坚决斗争，终于在西征途中壮烈牺牲。
- 四弟：李延贵，又名李秉才，1933年夏被聘任为焦作扶轮小学教员。建立中共扶轮小学支部任书记。抗战爆发后组建焦作铁道游击队任队长，1937年被刺杀。
  - 子：李万成，李延贵之子，焦作地区游击队员，为掩护部队撤退独自与敌周旋牺牲，头颅被挂在焦作城头示众。
- 五弟：李延青，抗日救国军第十七团团长，被叛徒暗杀。
- 六弟：李延田，又名李智，敌军干部训练队区队长。
- 七弟：李延年，中共洛阳区委书记，曾被逮捕并判五年徒刑。
- 妹：李延芹，又名李萍，1933年夏被聘任为焦作扶轮小学教员。焦作铁道游击队员，地下工作者。
- 儿子：李万万（1925-1968年8月28日），又名范政，1936年被小学开除学籍，参加《北平新报》担任儿童副刊的编辑、撰稿人。1937年2月6日，主要由“新安旅行团”成员所组成的“上海文化界绥远前线慰劳团”到北平采访。1937年3月13日，李万万正式参加“新安旅行团”，并随母姓改名范政。1938年2月，新安旅行团在兰州活动期间，政治上早成熟的范政年仅13岁入党。1938年6月底，新旅到武汉，参加保卫大武汉的群众运动。1938年10月中旬，武汉沦陷前夕，“新旅”撤到长沙。年仅12岁在小学读书的黄明在长沙参加了新安旅行团。1939年3月成立了以演员金山为团长、由戏剧家组成的中国救亡剧团，演出的《中国万岁》一剧中有一个儿童角色。范政作为特选的儿童演员参加，到东南亚等地宣传抗日。回国后，范政写下了5万多字的纪实文学《海外一课》，讴歌了华侨支援抗战做出的巨大贡献，桂林文化生活供应社《少年文库》中最受欢迎的青少年读物之一。并把稿费全部捐助新旅。1941年1月皖南事变爆发，新旅在桂林已无法立足，周恩来决定让新旅转移到苏北抗日根据地。范政向新四军党政领导建议办一张抗日小报，印刷几千份，就等于几千张嘴，以发动苏北苏中的少年儿童。范政创办了《儿童生活》、《儿童画报》并担任主编，并写下了歌剧《刘桂英是一朵大红花》、五幕话剧《淮阴之战》等。创作的儿歌《满天星》、《爸爸打东洋》，由贺绿汀谱曲，广为传唱。1949年随新四军三师赴东北，任辽东军区文工团副团长。1947年春到《东北日报》当记者，不久调双城县周家区任区委书记搞土改，创作中篇小说《夏红秋》。1949年4月当选为沈阳市青联主席。创建了沈阳市话剧团，创办了《青年团员》杂志(《辽宁青年》前身)、青年俱乐部(沈阳市市文化宫前身)。当选青年团沈阳市委副书记。[6]1956年初任长春市委宣传部部长。 1958年被划为“右派”，开除出党，下放到新立城水库劳动改造，直到1962年摘掉右派帽子。返城分配到长春第一汽车制造厂热处理车间任副主任。创作话剧《生龙活虎》，由长春话剧院公演超百场。还创作了话剧《五月的鲜花》，后改名为《吉鸿昌》。 1979年彻底平反。[7]
  - 儿媳：黄明（1926-）1960年7月任吉林省五金交电化工公司总经理。[8]
    - 3个女儿：李兵